# كأس الدوري البرتغالي 2011–12
كأس الدوري البرتغالي 2011–12 (بالبرتغالية: Taça da Liga de 2011–12‏) هو موسم من كأس الدوري البرتغالي. أقيم بتاريخ 31 يوليو 2011، وأشرف على تنظيمه Liga Portuguesa de Futebol Profissional ‏، وكان عدد الأندية المشاركة فيه 32، وفاز فيه .